# Veritas Scorpion
Pour les articles homonymes, voir Veritas et Scorpion (homonymie).
La Veritas Scorpion est une voiture de sport du constructeur automobile allemand Veritas, produite à 78 exemplaires entre 1949 et 1953.

## Historique
Cette voiture de sport est conçue par l'ex pilote-designer BMW Ernst Loof (cofondateur de Veritas en 1947) à titre de tentative d'évolution de sa BMW 328 de 1936. 

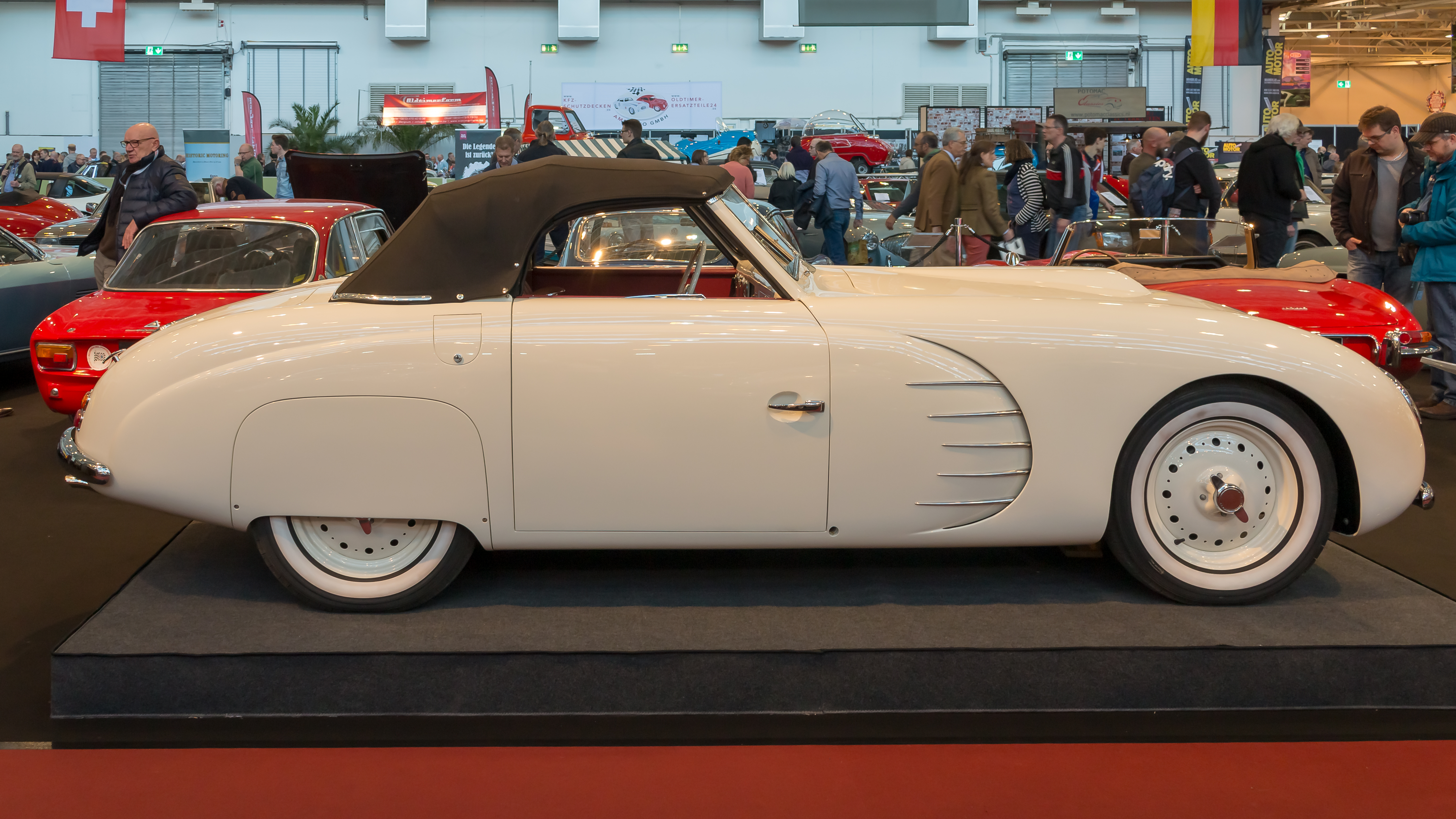
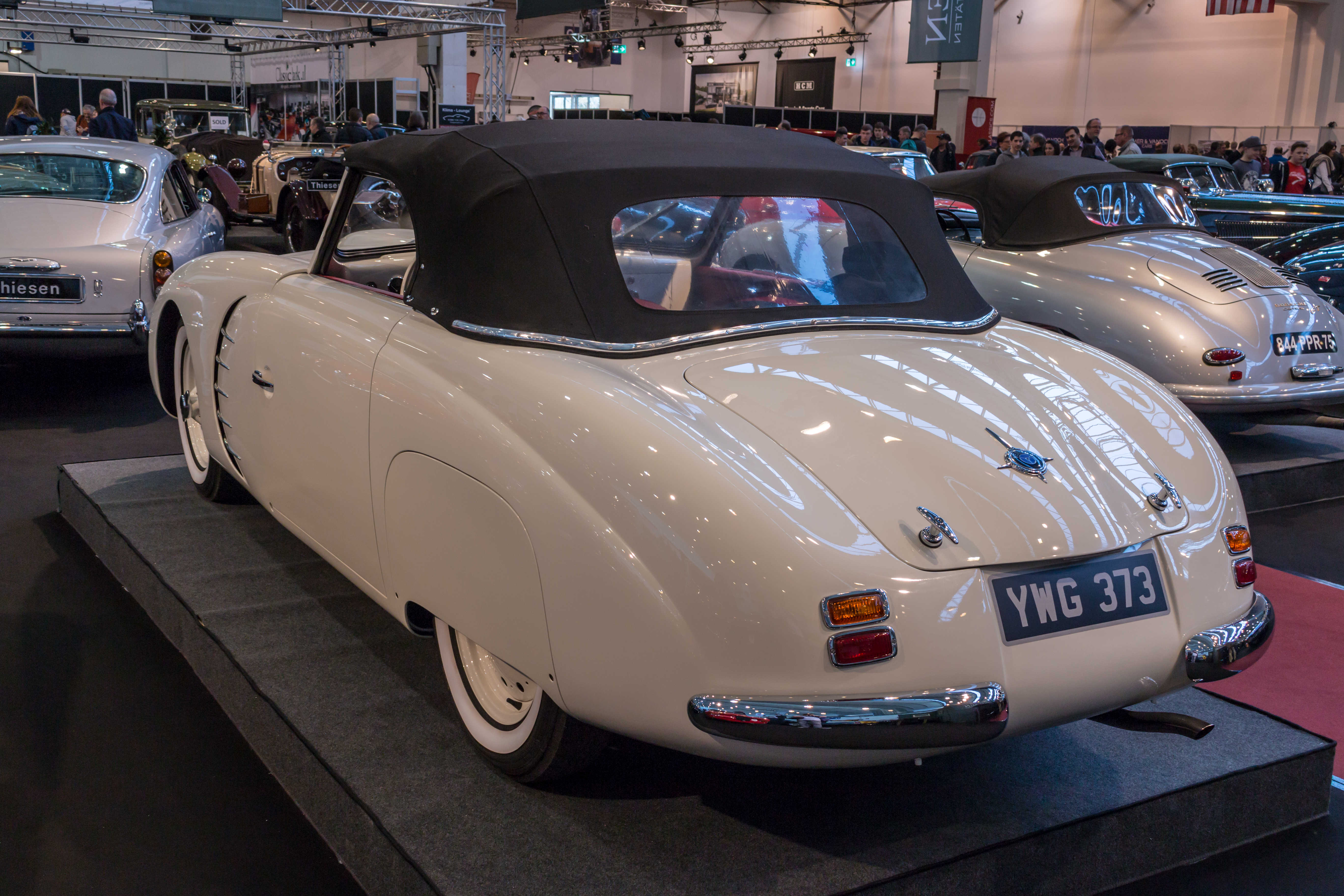

Ce modèle est une version routière des Veritas RS (en) de compétition de 1949, variante coupé-sport-cabriolet de ses Veritas Komet et Veritas Saturn de 1949. Elle est propulsée par un moteur 6 cylindres en ligne de 2 L de 100 ch de BMW 328.
Ce modèle est vendu à 78 exemplaires, avant faillite de la marque et acquisition par son concurrent BMW en 1953,.